# Aladdin et le Roi des voleurs
Pour les articles homonymes, voir Aladin.
Série
Le Retour de Jafar
Pour plus de détails, voir Fiche technique et Distribution.
Aladdin et le Roi des voleurs (Aladdin and the King of Thieves), est le 49e long-métrage d'animation des studios Disney. Sorti directement en vidéo en 1996, il est la suite d'Aladdin (1992) et du Retour de Jafar (1994).

## Synopsis
Aladdin est enfin sur le point d'épouser Jasmine, mais il a des doutes sur sa capacité à être un bon père, car il n'a pas connu le sien. Alors que tout va pour le mieux, le mariage est perturbé par l'apparition des quarante voleurs.
Ces voleurs cherchent à récupérer le trésor connu comme la « Main de Midas ». Aladdin s'embarquera dans une nouvelle aventure en compagnie du perroquet Iago et du singe Abu et, par la même occasion, rencontrera son père qu'il croyait mort.

## Fiche technique
- Titre : Aladdin et le Roi des voleurs
- Titre original : Aladdin and the King of Thieves
- Réalisation : Tad Stones
- Scénario : Mark McCorkle et Bob Schooley[1]
- Production : Tad Stones et Jeannine Roussel
- Société de production : Walt Disney Pictures
- Musique : Carl Johnson et Mark Watters
- Production : Walt Disney Television Animation
- Distribution : Buena Vista Home Entertainment
- Langue : Anglais
- Format : Couleurs - 1,33:1 - Dolby Stéréo[2]
- Durée : 78 minutes
- Dates de sortie : 
  - États-Unis, Canada : 13 août 1996
  - France : 7 novembre 1996

## Distribution

### Voix originales
- Scott Weinger : Aladdin
- Robin Williams : Génie[3]
- Linda Larkin : Princesse Jasmine
- John Rhys-Davies : Le roi des voleurs / Cassim
- Gilbert Gottfried : Iago le perroquet
- Jerry Orbach : Sa'luk
- Val Bettin : Sultan d'Agrabah
- Frank Welker : Abu le singe
- Jeff Bennett : Voix supplémentaires
- Jim Cummings : Razoul
- Corey Burton : Voix supplémentaires
- Jess Harnell : Voix supplémentaires
- Clyde Kusatsu : Voix supplémentaires
- Rob Paulsen : Voix supplémentaires
- CCH Pounder : L'oracle magique
- Bruce Adler : Le Colporteur
- Brad Kane : Aladdin (chansons)
- Liz Callaway : Princesse Jasmine (chansons)
- Merwin Foard : Cassim, père d'Aladdin (chansons)
- Chœurs : Joan Barber, Scott Barnes, Don Bradford, David Friedman, Paul Kandel, Alix Korey, Marin Mazzie, Peter Samuel, Gordon Stanley, Guy Stroman, Molly Wasserman

### Voix françaises
- Guillaume Lebon : Aladdin
- Emmanuel Dahl : Aladdin (chant)
- Magali Barney : Jasmine
- Karine Costa : Jasmine (chant)
- Richard Darbois : Génie
- Teddy Bilis : Sultan
- Jacques Frantz : Cassim/Le Roi des voleurs
- Michel Elias : Cassim (chant)/Pumbaa
- Éric Métayer : Iago le perroquet
- Mostéfa Stiti : Fazoul
- Juliette Degenne : Oracle
- Max André : Rasoul
- Alain Dorval : Sa'luk
- Bernard Alane : Le Colporteur
- Frank Welker : Abu le singe
- Roger Crouzet : Garde

Chœurs : Michel Barouille, Tony Bonfils, Jean-Claude Briodin, Olivier Constantin, Georges Costa, Michel Costa, Michel Elias, Celman Engel, Jacques Mercier et Jean Stout

### Voix québécoises
- Joël Legendre : Aladdin
- Natalie Hamel-Roy : Jasmine
- Martine Chevrier : Jasmine (Chant)
- Mario Desmarais : Génie
- Vincent Potel : Génie (Chant)
- Marc Bellier : Iago
- Yves Massicotte : Sultan
- Denis Mercier : Cassim (Roi des voleurs)
- Guy Nadon : Sa'luk
- Victor Désy : Rasoul
- Anne Bédard : Oracle
- Manuel Tadros : Marchand
- Jean Galtier : Voleur

## Chansons du film
- C'est la fantasia à Agrabah ou Y'a un bal ici à Agrabah au Québec (There's a Party Here in Agrabah) - Le Génie, le Roi des voleurs, Jasmine, Aladdin, Iago, le Sultan et Chœur
- Tu n'es pas tombé du ciel ou Pas ordinaire au Québec (Out of Thin Air) - Jasmine et Aladdin
- Bienvenue aux quarante voleurs (Welcome to the Forty Thieves) - Cassim, Iago et les voleurs
- Un père et un fils ou Tel père, tel fils au Québec (Father and Son) - Le Génie, Cassim et Aladdin
- Dites « oui » ou « non » ou Et on vote mon pote au Québec (Are You In Or Out?) - Sa'luk et les voleurs
- Nuits d'Arabie (Finale) (Arabian Nights) - Narrateur

## Distinctions
- Annie Award de la "Meilleure Production Vidéo".
- Nomination à l'Annie Award de la "Meilleure musique pour une production video" (Mark Watters et Carl Johnson)
- World Animation Celebration Award du "Meilleur Réalisateur d'une production vidéo" (Tad Stones).

## Sorties vidéos
- 7 novembre 1996 - VHS avec cadrage 4/3 d'origine
- 4 mai 1997 - Laserdisc avec format 16/9
- 16 juin 1999 - DVD avec cadrage 4/3 d'origine
- 6 octobre 2004 - Coffret 4 DVD avec format 16/9 recadré
- 26 novembre 2004 - VHS avec cadrage 4/3 d'origine et DVD avec format 16/9 recadré

## Autour du film
- Le film fait apparaître deux nouveaux personnages dans l'univers d'Aladdin : Cassim, le père d'Aladdin[5] et Saluk, son bras droit qui ne l'apprécie guère.
- Les voleurs dont le nombre est fixé à 40, et la formule magique « Sésame, ouvre-toi » sont inspirés d'un conte des Mille et Une Nuits intitulé Ali Baba et les Quarante Voleurs. « Cassim » est également le prénom du frère d'Ali Baba dans le conte sus-cité.
- Les imitations faites par le Génie dans ce film sont plus nombreuses que jamais. On retrouve notamment : la fée Clochette, Henri de Toulouse-Lautrec, Rocky Balboa, Don King, madame Doubtfire, Elvis Presley, Woody Allen, les Marx Brothers, le Lapin blanc d'Alice au pays des merveilles, Pocahontas, Bing Crosby, Bob Hope, Ozzie Nelson, Forrest Gump, Pumbaa du Roi lion, Mickey Mouse dans une parodie de Steamboat Willie, Vito Corleone, RoboCop, Pluto, Matlock, Albert Einstein, John Rambo … On peut même le voir transformer Jasmine en Cendrillon et Blanche-Neige.
- Robin Williams avait accepté de participer à cette suite d'Aladdin à condition que les studios Disney promettent, comme lors du premier opus, de ne pas utiliser son nom à des fins promotionnelles ; promesse qui ne fut pas tenue par la compagnie, la VHS américaine comportant la mention « starring Robin Williams » (« mettant en vedette Robin Williams ») juste en dessous du titre.
- Dans la première version de l'histoire, Aladdin devait retrouver son frère en la personne de Mozenrath, un personnage de la  série télévisée. Mais le comédien qui prêtait sa voix à Mozenrath ne souhaitant pas reprendre le rôle, l'idée fut abandonnée et les producteurs en profitèrent pour se démarquer de la série.

## Titre en différentes langues
- Allemand: Aladdin und der König der Diebe
- Anglais: Aladdin and the King of Thieves
- Espagnol: Aladdín y el rey de los ladrones
- Finnois: Aladdin ja varkaiden kuningas
- Italien: Aladdin e il principe dei ladri
- Polonais: Aladyn i król złodziei
- Portugais: Aladdin e os 40 Ladrões
- Suédois: Aladdin och rövarnas konung
- Vietnamien: Aladdin và vua trộm